# Thermopile
Pour l’article ayant un titre homophone, voir Thermopyles.
Une thermopile est un dispositif électronique qui convertit l'énergie thermique en énergie électrique. Elle est composée de thermocouples connectés en parallèle ou en série.
Les thermopiles génèrent une tension de sortie proportionnelle à un gradient de température.
Les thermopiles sont utilisées pour mesurer la température dans les thermomètres à infrarouge médicaux et dans les instruments de mesure de la chaleur (comme les thermopiles de Moll et les pyrhéliomètres),, ainsi que dans les systèmes de sécurité des brûleurs à gaz. En général la tension de sortie d'une thermopile est comprise entre quelques dizaines et quelques centaines de millivolts.
Les thermopiles sont également utilisées pour générer de l’énergie électrique à partir, par exemple, de la chaleur dégagée par des composants électriques.